# ジョン・フィン
ジョン・フィン（John Finn, 1952年9月30日 - ）は、アメリカ合衆国出身の俳優である。

## 出演作品

### テレビ
- SUITS/スーツ（ローレンス・ケンプ）
- HOMELAND
- NCIS 〜ネイビー犯罪捜査班（チャールズ・T・エリソン）
- ブルーブラッド 〜NYPD家族の絆〜
- コールドケース 迷宮事件簿（ジョン・スティルマン）
- WITHOUT A TRACE/FBI 失踪者を追え!
- NYPDブルー
- ザ・プラクティス ボストン弁護士ファイル
- ブルックリン74分署
- 犯罪捜査官ネイビーファイル
- そりゃないぜ!? フレイジャー
- タイムマシーンにお願い
- X-ファイル（マイケル・クリッチュガウ）
- LAW & ORDER
- THE BLACKLIST/ブラックリスト（リチャード・デナー）
- エレメンタリー ホームズ&ワトソン in NY4 #11（ニール・ダノン）
- ウォーキング・デッド（アール）

### 映画
- パッショネイト悪の華(1983年の映画)|(GINTY)
- ハンテッド
- アナライズ・ユー（リチャード・チャピン）
- キャッチ・ミー・イフ・ユー・キャン
- 訣別の街
- ザ・ネゴシエーター 交渉人
- マーキュリー・ミッション
- アトミック・トレイン（ウォリー・フィスター）
- トゥルー・クライム（リーディ）
- 乱気流/タービュランス（FBI捜査官フランク・シンクレア）
- プレジデント・トルーマン
- ブローン・アウェイ/復讐の序曲
- ペリカン文書
- カリートの道
- クリフハンガー
- ボディ・ターゲット
- ジェロニモ
- 虚偽/シチズン・コーン
- プレイメイト・ストーリー/人妻・学生・OL グラビアを飾った女神たち。
- デスロック/戦略ガス兵器を追え!
- キャノンズ
- グローリー
- 特捜女警部（デカ）-Ｌ.Ａ.犯罪捜査線-
- シェイクダウン